# أحمد كمال عبد الله
أحمد كمال عبد الله (بالملايوية: Ahmad Kamal Abdullah)‏ هو كاتب ماليزي، ولد في 30 يناير 1941 في ماليزيا.